# Le Premier Jour du reste de ta vie
Pour les articles homonymes, voir Le Premier Jour.
Pour plus de détails, voir Fiche technique et Distribution.
Le Premier Jour du reste de ta vie est un film français réalisé par Rémi Bezançon, sorti en 2008.

## Synopsis
Le film retrace l'histoire d'une famille de cinq personnes pendant douze années, par le récit de cinq journées plus importantes que les autres, qui changent leurs vies pour toujours. Les séquences sont entrecoupées de flashbacks.
La famille se compose de Robert, le père, chauffeur de taxi, de Marie-Jeanne, la mère, et de leurs trois enfants : Albert, l'aîné, parti pendant ses études de médecine, Raphaël, qui participe à des concours de guitare virtuelle, et Fleur, en pleine adolescence.

### Mercredi 24 août 1988:Chiens de faïence
Deux événements marquent cette journée. Albert, le fils aîné, qui termine ses deux premières années de médecine, a pris la responsabilité de faire piquer le vieux chien de la famille. Il emménage seul dans un studio, appartenant à son grand-père. Il fait la connaissance de Prune, une étudiante avec laquelle il commence une relation amoureuse.
Pour lui, l'enfance est bel et bien terminée. Son départ de la maison ne plaît à personne d'autre dans la famille.

### Vendredi 3 décembre 1993:Les Liens du sang
Ce jour-là Fleur, en pleine crise d'adolescence, a 16 ans. Personne ne s'est rappelé son anniversaire. Elle a aussi sa première expérience sexuelle avec un artiste raté et prétentieux, Sacha, beaucoup plus âgé qu'elle. Après qu'elle a fermé la porte de sa chambre, une mare de sang en sort.

### Samedi 22 juin 1996:Magic fingers
La journée commence chez le grand-père, avec qui Raphaël apprend, comme tous les samedis, à connaître les vins.
Le film revient ensuite en flash-back, six années auparavant (automne 1989). Raphaël a alors participé à un concours d'air guitar. Il y a rencontré Moïra, une fille qui donnait des cours de guitare. Sur le chemin du retour, il a trouvé dans sa poche un billet où elle lui donnait son numéro. Malheureusement, le billet s'est envolé.
Six ou sept années plus tard, Raphaël n'a toujours pas perdu l'espoir de revoir Moïra. Ce jour-là, Albert épouse Prune à la mairie. Seulement, un événement vient troubler la fête : la mort du grand-père. Robert se brouille avec Albert.

### Vendredi 25 septembre 1998:Si la Terre tourne, tu tournes avec elle
Fleur, 20 ans, a découché deux soirs de suite. Elle rentre brusquement. Sa mère, qui passe le permis pour la quatrième fois, se pose des questions sur son vieillissement, sur elle-même et sur son couple.
Après une nouvelle dispute, Fleur quitte la maison. Sa mère, pour la rattraper, prend le volant et, conductrice inexpérimentée, produit immédiatement un accident qui l'amène aux urgences. Ce séjour à l'hôpital a pourtant une conséquence positive : il réconcilie provisoirement les membres de la famille.

### Vendredi 26 mai 2000:Notre père
Robert, fatigué, décide encore une fois d'arrêter de fumer. Il rend visite en urgence à un médecin spécialiste,  pour une douleur aux reins.
Il rencontre par hasard son fils Albert, avec qui il est en froid depuis l'épisode du mariage, et qui lui dit qu'il s'est séparé de sa femme, Prune. Raphaël travaille comme œnologue. Fleur est sortie de l’adolescence. Toute la famille se retrouve, enfin réconciliée. Robert annonce qu'il a arrêté de fumer.
Il confie une information sur lui à Marie-Jeanne. Quatre mois plus tard, le 3 septembre, il meurt. Ses cendres sont dispersées sur la plage des vacances d’enfance.

## Fiche technique
- Titre : Le Premier Jour du reste de ta vie
- Réalisation et scénario : Rémi Bezançon
- Décors : Maamar Ech-Cheikh
- Costumes : Marie-Laure Lasson
- Photographie : Antoine Monod
- Son : Eddy Laurent, Olivier Walczak, Anne Gibourg, Emmanuel Croset
- Montage : Sophie Reine
- Musique : Sinclair
- Production : Éric et Nicolas Altmayer et Isabelle Grellat
- Société(s) de production : Mandarin Cinéma, Studiocanal, France 2 Cinéma
- Société(s) de distribution : Studiocanal
- Budget :
- Pays d’origine :  France
- Langue : français
- Genre : comédie dramatique
- Durée : 114 minutes
- Dates de sortie : 23 juillet 2008

## Distribution
- Jacques Gamblin : Robert Duval, le père
- Zabou Breitman : Marie-Jeanne Duval, la mère
- Pio Marmaï : Albert Duval, le fils aîné
- Marc-André Grondin : Raphaël Duval, le fils cadet
- Déborah François : Fleur Duval, la benjamine
- Roger Dumas : Pierre Duval, le grand-père
- Cécile Cassel : Prune, la petite-amie d'Albert
- Sarah Cohen-Hadria : Clara, l'amie de Fleur
- François-Xavier Demaison : docteur Marcaurel
- Stanley Weber : Éric, l'ami de Raphaël
- Camille de Pazzis : Moïra, la fille au concours d'air guitar
- Aymeric Cormerais : Sacha, camarade de lycée de Fleur, musicien raté
- Jean-Jacques Vanier : Mathias Moreau
- Philippe Lefebvre : Philippe, l'inspecteur du permis de conduire
- Océane Loison : Clara enfant
- Françoise Brion : la maîtresse du chien
- Gilles Lellouche : le rasta blanc
- Nina Rodriguez : Fleur Duval à 10 ans
- Raphaël Bouvet : Raphaël à 10 ans
- Sinclair : lui-même
- Ophélie Koering : la prof de biologie
- Gabriel Melot : Albert à 5 ans

## Musique
Sauf indication contraire, les informations mentionnées dans cette section peuvent être confirmées par le générique de fin de l'œuvre audiovisuelle présentée ici, ainsi que par la base de données cinématographiques IMDb,  présente dans la section « Liens externes ».
- Lost Heart, reprise de Sinclair
- L’Aventurier d'Indochine
- Time de David Bowie
- Summertime par Janis Joplin
- In pursuit of happiness de The Divine Comedy
- Plus je t’embrasse par Blossom Dearie
- Walk a little faster par Blossom Dearie
- Perfect Day de Lou Reed
- Le Premier Jour (Du reste de ta vie) d'Étienne Daho
- Bad moon's back de Sinclair (air guitar)

## Distinctions
Récompenses :
- Césars 2009 :

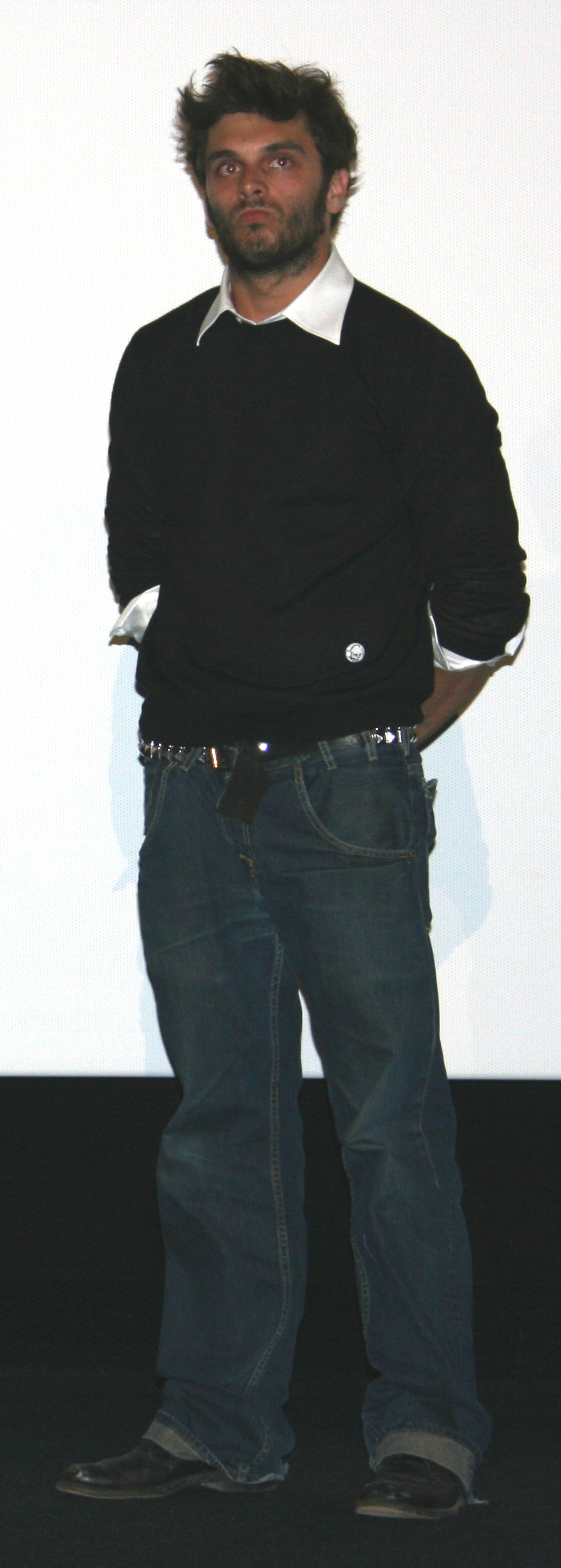
L'acteur Pio Marmaï à l'avant-première parisienne du film, en juillet 2008.

  - Meilleur espoir féminin pour Déborah François
  - Meilleur espoir masculin pour Marc-André Grondin
  - Meilleur montage pour Sophie Reine

Nominations :
- Césars 2009 :
  - Meilleur film
  - Meilleur réalisateur pour Rémi Bezançon
  - Meilleur scénario original pour Rémi Bezançon
  - Meilleur acteur pour Jacques Gamblin
  - Meilleur espoir masculin pour Pio Marmaï
  - Meilleure musique originale pour Sinclair

## Autour du film

### Titre
Le titre est repris de la chanson d'Étienne Daho sortie en 1998 : Le Premier Jour (Du reste de ta vie). Il s'agit d'un calque de l'expression anglaise today is the first day of the rest of your life, utilisée pour dire que l'on repart d'un nouveau pied, et qui remonte aux utopies hippies. Cette chanson est d'ailleurs utilisée à la fin du film, ainsi que dans la bande-annonce.

### Commentaires
- Lors du deuxième jour important de cette famille, le film se déroule le vendredi 3 décembre 1993, et Jacques Gamblin consulte le journal sportif L'Équipe. Le titre en lettres capitales d'imprimerie est : « Inqualifiable ». Cette une fait référence au match de l'équipe de France de football contre la Bulgarie (défaite 1-2) au Parc des Princes le mercredi 17 novembre 1993[3]. Le journal en question date du lendemain, soit le jeudi 18 novembre 1993. Jacques Gamblin lit donc, au petit déjeuner, cette édition datant de plus de deux semaines.
- Lors du concours de air guitar, en arrière-plan, on distingue le chanteur Sinclair attendant son tour pour passer.
- Le film comporte plusieurs références au musicien Frank Zappa : tout d'abord, lors de la scène du concours Air, Raphaël prend le pseudonyme de « Magic fingers » (ce titre est d'ailleurs donné à cet épisode du film), qui est aussi le titre d'une chanson de Zappa, et son père cite Frank Zappa, parmi d'autres guitaristes, lors de cette scène. Puis la date du chapitre suivant du film est le 4 décembre 1993, jour de la mort de Zappa.
- Fleur relate dans son journal la mort de Kurt Cobain, le 5 avril 1994. Son décès n'a pas été découvert avant le 8 avril.
- Dans les parties Les Liens du sang et Si la Terre tourne, tu tournes avec elle, est visible sur la porte de la chambre de Fleur un autocollant représentant une grenade en forme de cœur, que l'on trouve de manière originale sur la pochette de l'album American Idiot de Green Day. Or, cet album n'est sorti qu'en 2004, alors que ces parties du film se déroulent respectivement en 1993 et 1998.
- La cérémonie du mariage a lieu dans la salle des mariages de la mairie de Maisons-Alfort (Val-de-Marne).
- Après avoir rencontré son ancien camarade de classe roux, Robert et ses deux fils remontent une prairie, avec en arrière-plan la Défense et le mont Valérien. Cette prise de vue a été faite au lycée Passy-Buzenval de Rueil-Malmaison (Hauts-de-Seine).
- À la fin du film (1 h 39 min 30 s), lorsque Raphaël reçoit un coup de fil dans le bar, à l'écran derrière lui, Moïra chante.